# Lugaid Riab nDerg
Lugaid Riab nDerg, noto anche come Riabhdhearg o Réoderg, ovvero dalle strisce rosse (fl. I secolo), è stato un leggendario Sovrano supremo d'Irlanda e figlio adottivo di Cú Chulainn.
Era figlio dei leggendari tre Findemna che cercarono di rovesciare il loro stesso padre Eochaid Feidlech per conquistare il titolo di sovrano supremo d'Irlanda. La loro sorella Clothra cercò di persuaderli a desistere ma non riuscendoci li convinse a giacere con lei per paura che morissero senza avere eredi. Fu così che, secondo la leggenda, nacque Lugaid, e secondo alcune cronache il suo soprannome viene dalle tre strisce in cui era diviso il suo corpo, che indicavano i suoi tre padri. Altre versioni fanno derivare il nome da tre ferite di guerra che aveva sul corpo.
L'incesto ricorre nuovamente nella storia di questo sovrano quando egli si unì in matrimonio con la stessa Clothra concependo Crimthann Nia Náir.
Suo padre adottivo, Cúchulainn, mandò in frantumi la Lia Fáil (Pietra del Destino), che tuonava quando su di essa si poneva il legittimo sovrano d'Irlanda, quando essa non emise alcun suono nel momento in cui Lugaid vi si sedette sopra.
Lugaid si sposò con Derbforgaill, una principessa di origini scandinave, giunta in Irlanda sotto forma di cigno per raggiungere Cúchulainn della quale era innamorata. Cúchulainn la colpì con una pietra che le ferì il grembo che Cúchulainn dovette curare per salvarle la vita, ma in questo modo infranse un tabù che gli impedì di sposarla, e così la diede a Lugaid.
Un inverno le donne dell'Ulster fecero una competizione in cui provarono a mandare la loro urina dentro una colonna di neve, dicendo che colei che avesse vinto sarebbe stata la più seducente. Derbforgaill vinse e per la gelosia le altre donne la picchiarono e la mutilarono. Lugaid giunse in tempo per assistere alla morte della sua amata sposa e per la disperazione morì anche lui.

## Fonti
- Seathrún Céitinn, Foras Feasa ar Éirinn 1.37
- Annali dei Quattro Maestri M5165-5191